# Rattus colletti
Rattus colletti är ett däggdjur som beskrevs 1904 av Oldfield Thomas. Arten ingår i släktet råttor och familjen råttdjur. Råtta förekommer i Australien och inga underarter finns listade i Catalogue of Life.

## Utseende
R. colletti blir 6,5 till 21,1 cm lång (huvud och bål), har en 7,8 till 15,0 cm lång svans och väger 22 till 213 g. Bakfötterna är 2,8 till 3,3 cm långa och öronen är 1,7 till 2,1 cm stora. Håren som bildar den styva pälsen på ovansidan har gråbruna och svartbruna avsnitt vad som ger ett spräckligt utseende. Fram till kroppens sidor och till strupen blir pälsen mer gulbrun. Det finns en tydlig gräns mot den ännu ljusare gulbruna eller ljusgråa undersidan. Fötterna bär på toppen gråbruna hår och de har svarta fotsulor. Rattus colletti har avrundade mörk gråbruna öron. Huvudet kännetecknas dessutom av ganska korta morrhår. Den mörkgråa till svarta svansen är täckt av några glest fördelade svarta hår. Honor har tre par spenar nära armarna och tre par vid ljumsken.

## Utbredning
Den förekommer i norra Australien och på tillhörande öar. Den lever i breda dalgångar i närheten av floder. Under regntid, när floderna svämmar över, förekommer arten på högre höjder.

## Ekologi
R. colletti gräver underjordiska bon på inte alltför fuktiga ställen. Är torrperioden eller regnperioden för långvarig minskar populationen avsevärd. Arten kan söka skydd i trädhålor eller mellan rötter.
Under regntiden äter R. colletti främst gräs och frön från halvgräsarter. Under den torra perioden äts i princip endast frön från halvgräs som hittas i jordsprickor. Exemplar som tillfällig lever längre bort från de grästäckta dalgångarna tar andra växtdelar som föda som hittas på marken i skogarna. Fortplantningen sker under tiden mellan regn och torka (oftast april). I juni eller i juni föder honan 3 till 9 ungar. De är efter cirka tre veckor självständiga.

## Hot och status
En ökande andel saltvatten i regionen kan påverka arten. Processen orsakas främst av den introducerade vattenbuffeln. Antagligen har främmande buskar och gräsarter inverkan på gnagaren. En fortskridande utbredning av agapaddan kan vara ett framtida hot. IUCN kategoriserar arten globalt som livskraftig.